# John Cuneo
John Bruce Cuneo (Brisbane, 16 giugno 1928 – 2 giugno 2020) è stato un velista australiano.

## Biografia
Di famiglia italiana, studiò presso l'Anglican Church Grammar School.
Insieme a Thomas Anderson e John Shaw, rappresentò l'Australia alle Olimpiadi estive del 1972, vincendo la medaglia d'oro nella classe dragone.
Fu introdotto nella Sport Australia Hall of Fame (1986), e coi suoi due compagni olimpici nell'Australian Sailing Hall of Fame (2018).

## Palmarès
- Giochi olimpici

Monaco di Baviera 1972: oro nella classe Dragone.